# Marknadshyra
Marknadshyra är den hyra som skulle ha avtalats i hyresavtal för en lägenhet om hyran enbart bestäms av tillgång och efterfrågan på boenden, och inte begränsas av hyresregleringar via lagstiftning eller avtal mellan hyresmarknadens parter. Tillämpas marknadshyror finns en risk att fastighetsägare begär höjd hyra för förnyande av hyresavtal där det råder brist på fastigheter, resulterande i att hyresgäster som inte har råd med hyreshöjningen tvingas att flytta. Hyresgäster anses då ha ett förhandlingsunderläge. Tillämpas istället hyresregleringar som begränsar möjligheten till hyreshöjningar uppstår på många håll långa bostadsköer vid bostadsbrist och intresset att bygga nya hyreshus minskar vilket även kommer att ske när marknadshyror tillämpas eftersom tillgången till lägenheter reglerar hyresnivå enligt principen Utbud och efterfrågan.

## Marknadshyra i Sverige
Hyresregleringar i Sverige infördes under andra världskriget drivet av Socialdemokraterna. Enligt Boverket är det endast 59 av landets 290 kommuner som uppger att bostadsmarknaden i den egna kommunen är i balans.  
De som är emot det som kallas marknadshyra brukar vanligen förespråka bruksvärdesysstemet som bygger på idén om en bra bostad som en social rättighet, och därför också har ett rättviseperspektiv. Tanken är att likvärdiga bostäder ska ha likvärdiga hyror oaktat läget. Exempelvis förespråkar Hyresgästföreningen "en bostadspolitik som ger alla människor rätt till ett bra hem, till en rimlig kostnad." Förespråkare av fri hyressättning, som tankesmedjan Timbro, menar tvärtom att marknadshyror behövs för att skapa incitament för byggande och en bostadsmarknad i balans.
Frågan om marknadshyra för nybyggda lägenheter orsakade regeringskrisen i Sverige 2021.